# Rosalie Gicanda
Rosalie Gicanda (1928 – 20 d'abril 1994) va ser l'esposa del Mwami (Rei en kinyarwanda) de Ruanda Mutara III de Ruanda. Després que el seu marit va morir en circumstàncies misterioses el 1959, la monarquia ruandesa va durar només dos anys més, sota el lideratge del mwami, Kigeli V de Ruanda i després fou abolida en 1961. Tanmateix, la reina va continuar vivint a Butare a la província de Butare (Ruanda), juntament amb la seva mare i algunes dames de companyia.

## Mort
El 20 d'abril de 1994, quan el genocidi ruandès va començar de debò a Butare, un destacament de soldats comandats pel tinent Pierre Bizimana, actuant sota les ordres del Capt. Idelphonse Nizeyimana, va segrestar l'antiga reina juntament amb altres persones de la seva casa. Després van portar les captives darrere del Museu Nacional i els van disparar. Només una noia jove va sobreviure per explicar la història dels assassinats. Dos dies més tard, la mare de la Reina també va ser assassinada. A petició d'un sacerdot, l'alcalde de Butare Kanyabashi va recuperar el cos de la reina Gicanda i el va enterrar al pati al costat de casa seva.

## Reacció pública
La Reina era un símbol viu per als tutsis, i el seu assassinat va sorprendre a molts. Va assenyalar efectivament el començament de la matança massiva a la zona de Butare, que va veure algunes de les pitjors atrocitats comeses durant la lluita.
Després del genocidi, un tribunal militar de Ruanda va trobar Bizimana i al soldat de primera Aloys Mazimpaka culpables de genocidi i assassinat de la reina Gicanda i la seva família. (Chambre Specialisée du Conseil de Guerre de Butare, case no. LMD 187, LP 0001-PS 97, Judgment pronounced juliol 27, 1998.) Bizimana fou sentenciat a mort, Mazimpaka a cadena perpètua.
El 6 d'octubre de 2009, l'antic cap d'intel·ligència Idelphonse Nizeyimana fou arrestat a Kampala, Uganda. Nizeyimana era un dels sospitosos més buscats en el genocidi ruandés. El 19 de juny de 2012 va ser condemnat pel Tribunal Penal Internacional per a Ruanda per ordenar l'assassinat de l'antiga reina tutsi, així com altres assassinats i va ser sentenciat a cadena perpètua.